# Pietro Paolini

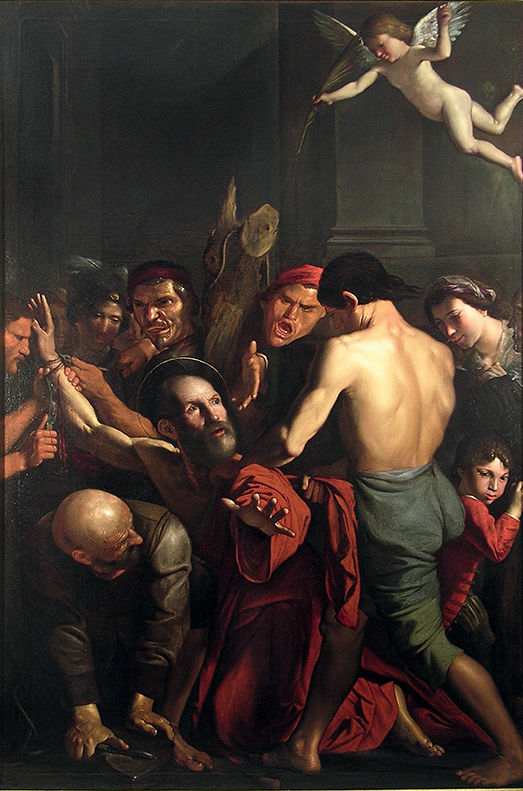
Martirio di San Bartolomeo, Museo Nazionale di Villa Guinigi

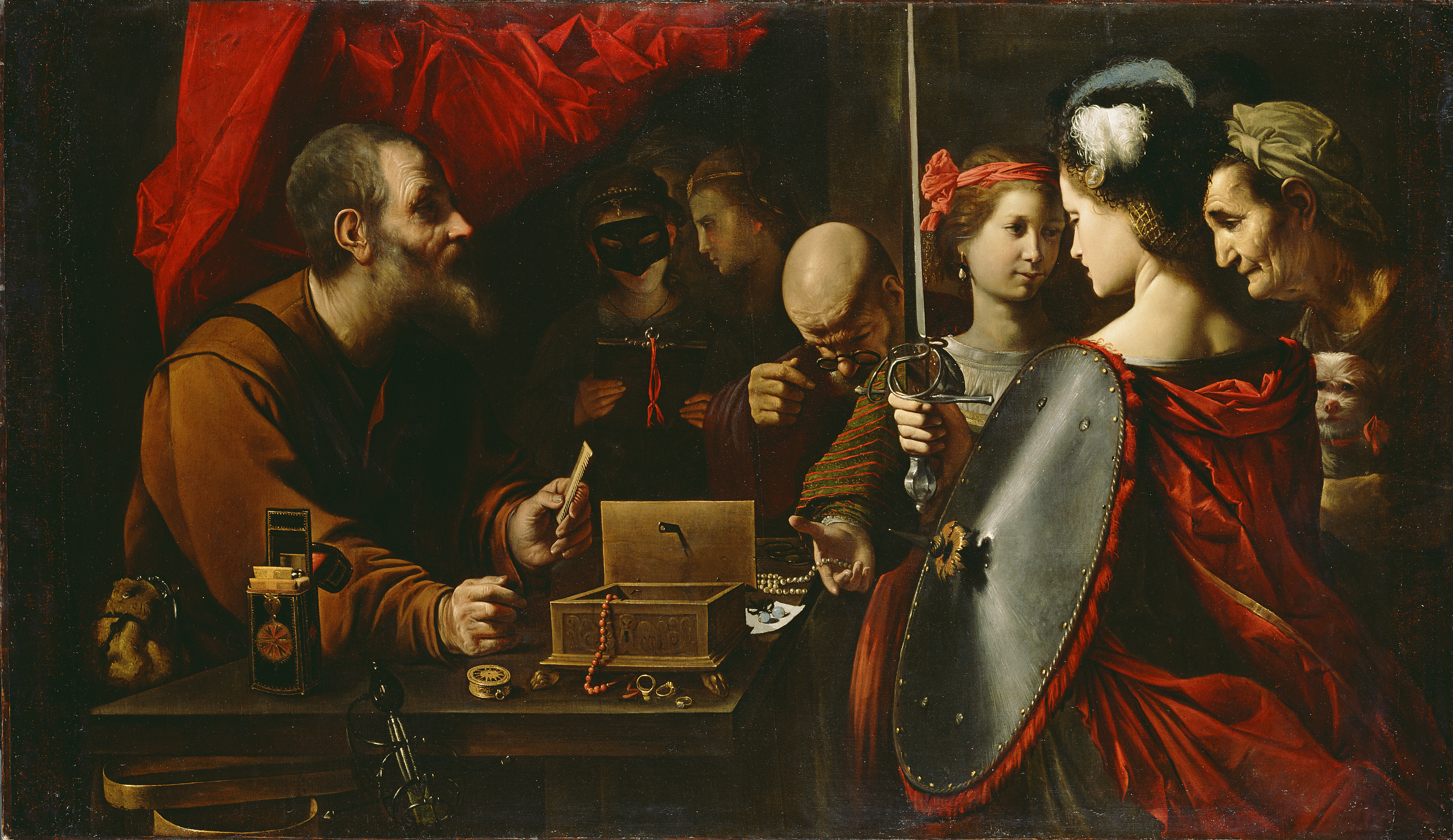
Achille tra le figlie di Licomede, J. P. Getty Museum

Pietro Paolini (Lucca, 3 giugno 1603 – Lucca, 12 aprile 1681) è stato un pittore italiano del periodo barocco.

## Biografia
Fu inviato dal padre a studiare a Roma, dove, sotto la guida di Angelo Caroselli, noto copista e falsificatore prese conoscenza delle arti di numerose scuole come quella di Caravaggio, quella bolognese, quella fiorentina. Nel 1628 Paolini si reca a Venezia per approfondire la conoscenza della pittura veneta, ma nel 1629 il padre muore e Pietro deve tornare a Lucca, dove la pestilenza del 1630 gli porterà via anche la madre. Da quel momento in poi, Paolini lavorò principalmente a Lucca dove nel 1652 fondò l'«Accademia del naturale», introducendo nell'ambiente lucchese le più importanti tematiche estetiche della nuova scuola naturalistica. Tra i suoi allievi si ricordano Francesco Cassiano, Simone del Tintore e Girolamo Scaglia. Costretto a letto da una febbre fortissima, morì a Lucca nel 1681. Parte della storiografia lucchese (in primis il Sardini) ricorda che Paolo Biancucci fu il suo principale antagonista.

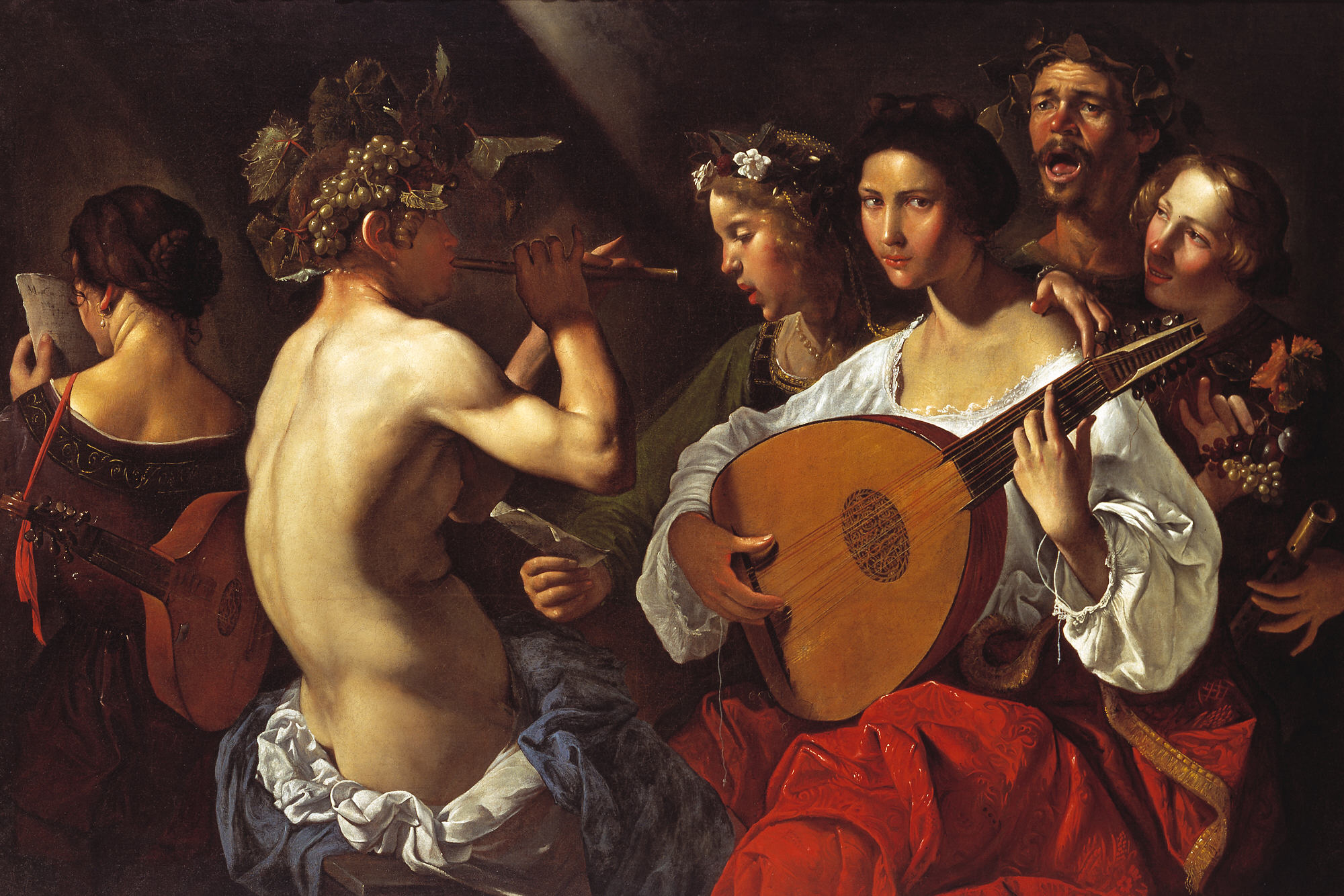
Concerto Bacchico, Dallas Museum of Art

## Opere
Durante il periodo romano, Paolini dipinse tele di matrice caravaggesca come La buona ventura, i Bari e diverse pitture dal tema musicale.
Parte consistente delle sue opere si trova a Lucca. Una stanza con i suoi dipinti è presso il Museo nazionale di Villa Guinigi a Lucca, dove si possono ammirare opere come La Condanna di San Ponziano, Il martirio di San Bartolomeo, la Madonna con Bambino e Santi domenicani, la Madonna con Bambino e Santi Guglielmo, Agostino, Andrea e Carlo Borromeo, la Natività del Battista e il Convitto di San Gregorio Magno. Nel Museo Nazionale di Palazzo Mansi è possibile vedere pitture come l'Allegoria della Morte, il Venditore di Polli e il Venditore di Caldarroste.
Il dipinto Adorazione dei Pastori si può ammirare presso la Fondazione Cassa di Risparmio di Lucca, insieme a l'Amore Dormiente, Cupido che forgia le frecce, Sant'Agostino allo scrittoio e il Banchetto musicale. 
Il dipinto Eccidio degli ufficiali del generale Wallenstein - realizzato su commissione della famiglia Diodati - è visibile sempre a Lucca in Palazzo Orsetti (già Diodati) - oggi sede dell'Amministrazione Comunale della città.
Molte sue opere si trovano sparse tra collezioni private e musei internazionali a causa della dispersione delle diverse collezioni lucchesi e romane formatesi durante il XVII secolo.